# Spaanse Loskaai
De Spaanse Loskaai is een straat in Brugge.

## Beschrijving
De rei die langs deze kade vloeide, was afgebakend door de 'Winkelbrug' of Augustijnenbrug en de Sint-Gillisbrug of Torenbrug.
De kade die eerst vermoedelijk Sint-Gillisrei en daarna Houtrei heette, zoals de reie zelf, werd stilaan de Spaanse Loskaai genoemd.
Een document uit 1564 zegt het duidelijk:
- tusschen de Winckel- en de Sint-Gillisbrugghe, daer men lost de wulle van Spaengnen commende.

De Spaanse Loskaai loopt van de Kortewinkel (kruising met de Spanjaardstraat) naar de Gouden-Handrei (aan de kruising met de Torenbrug). Dit was volop het kwartier van de zuiderse naties, in de eerste plaats van de Spanjaarden.

## Literatuur

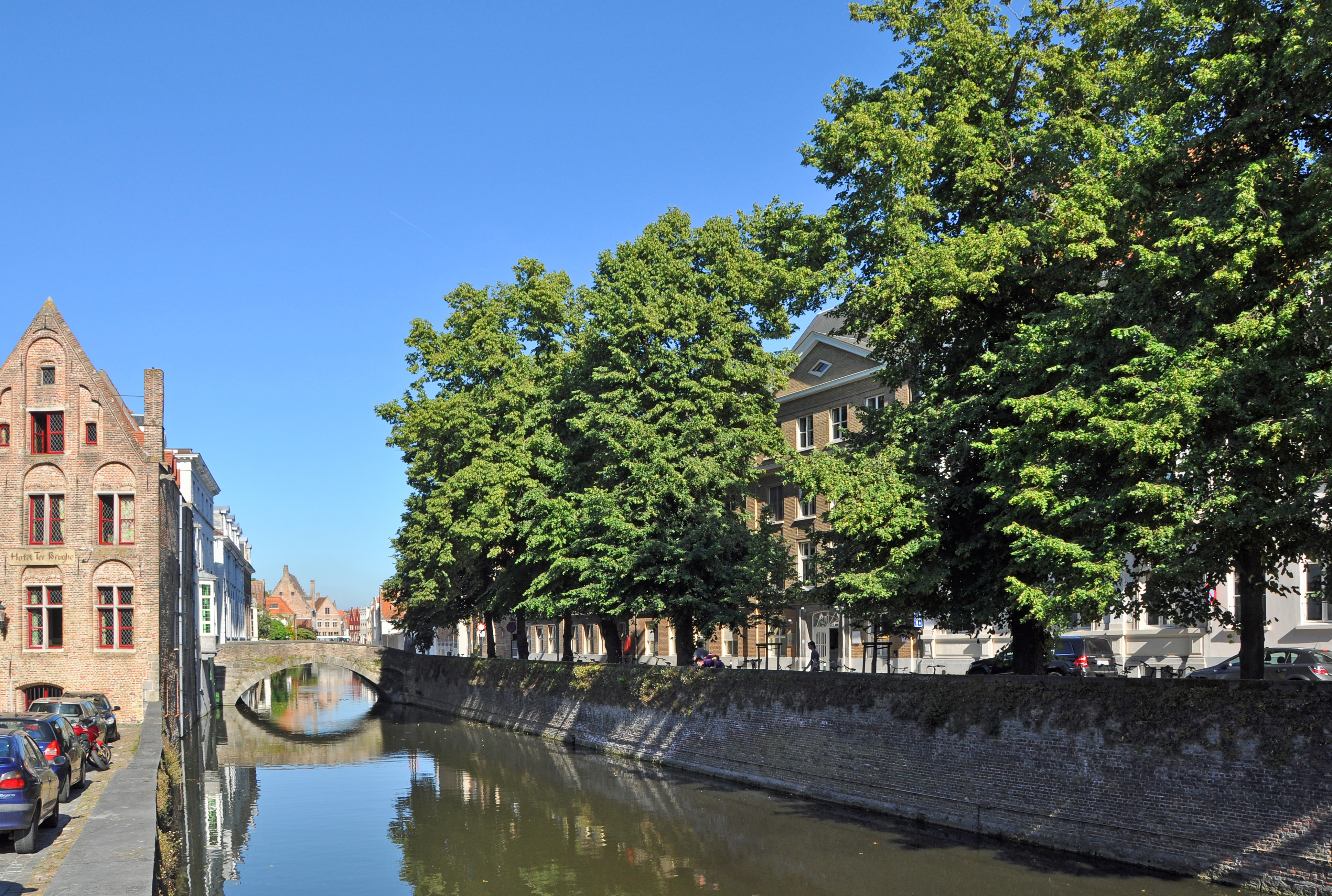
De Spaanse Loskaai, gezien vanop de Augustijnenbrug
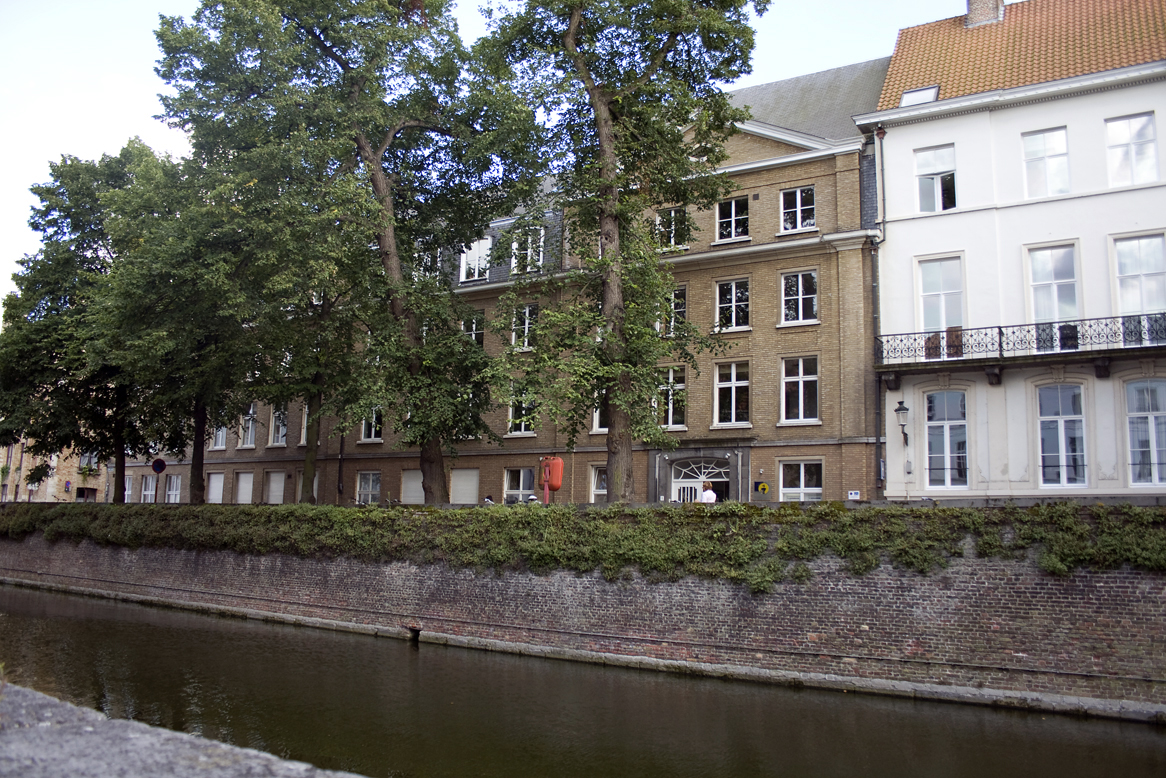
Zicht op het Sint-Franciscus Xaveriusziekenhuis aan de Spaanse Loskaai